# Esterilla eléctrica

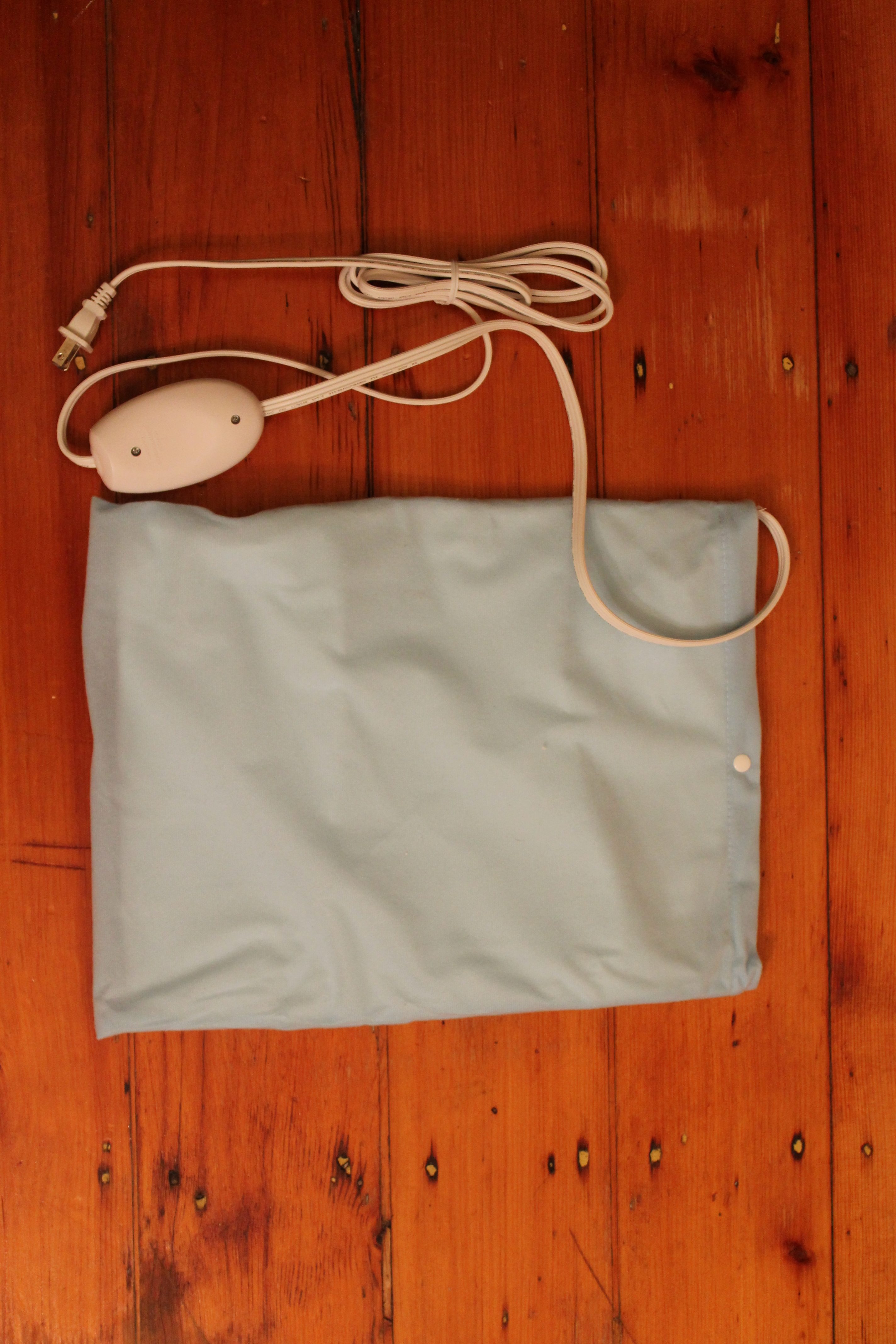
Esterilla eléctrica

Una esterilla eléctrica, almohadilla eléctrica o compresa eléctrica es una alfombrilla con una resistencia calefactora eléctrica integrada que se coloca generalmente sobre la parte del cuerpo a la que se quiere dar calor. La esterilla eléctrica se puede utilizar también para precalentar la cama antes de su uso o para mantener el calor en ciertas zonas que el usuario desee con fines terapéuticos, sin tener que estar necesariamente en la cama.
Las alfombrillas eléctricas tienen generalmente un termostato que ajusta la cantidad de calor que la esterilla produce, y que se puede ajustar mediante un mando de control consistente en un interruptor de cuatro o cinco posiciones.

## Utilidad
Otras utilidades de la  esterilla eléctrica  son:
- Proporcionar calor en invierno en zonas diversas del cuerpo y en cualquier lugar de la casa
- Aplicaciones para aliviar[1] dolores musculares, de riñones, de espalda, etc.

## Seguridad
- Hay que evitar su contacto con agua u otros líquidos. La esterilla lleva una resistencia similar a la de un secador de pelo conectada directamente a 110 V/220 V (según el caso) y los aislantes mojados son conductores, con el consiguiente peligro de descarga eléctrica.
- Aunque no son tan peligrosas como una manta eléctrica, ya que se trata de una superficie mucho más pequeña (1200 cm²) comparada con la de una manta, que es unas 30 veces superior (4 m²), y por tanto más fácil de controlar, pero también coinciden elementos desfavorables: la combinación de calor, electricidad, material posiblemente inflamable y una persona que duerme. Por lo tanto el uso de esterillas eléctricas puede ser un tema a tener en cuenta en la seguridad contra incendios. Como tema prioritario se encuentran las alfombrillas que tienen más de diez años y/o han sido dañadas por el uso, dobladas, rotas o con un desgaste superior al ordinario.
- Las alfombrillas eléctricas también presentan un riesgo de quemaduras a los que no puedan sentir dolor o no puedan reaccionar ante él. Los individuos incluidos en este grupo son bebés, niños pequeños, diabéticos y ancianos.